# Lilla Mosslången
Lilla Mosslången är en sjö i Vårgårda kommun i Västergötland och ingår i Göta älvs huvudavrinningsområde.